# Phlaocyonini
De Phlaocyonini is een geslachtengroep (tribus) binnen de onderfamilie Borophaginae dat de geslachten Cynarctoides en Phlaocyon omvat. De tribus komt voor van het vroege Arikareean tot het vroege Barstovian van Noord-Amerika. Door enkele kenmerken van de eerste kies (M1) worden de Phlaocyonini van andere Borophaginae onderscheiden.